# Miserere (singolo)
Miserere è un singolo del cantante italiano Zucchero Fornaciari, inciso insieme al tenore Luciano Pavarotti ed incluso nell'omonimo album del 1992, del quale è stato il secondo singolo estratto.

## Il brano

### Composizione
Il brano, la cui musica è stata composta da Zucchero nel suo ritiro di Avenza dopo aver ascoltato tutte le opere di Puccini (sono evidenti dei rimandi a Il Tabarro, specie nell'inciso "brindo alla vita") è interpretato in duetto con Luciano Pavarotti, mentre nei provini iniziali la parte tenorile era stata incisa da Andrea Bocelli, allora non ancora conosciuto al grande pubblico e che la eseguirà nei concerti de L'Urlo Tour Europa Italia. 
Il testo della versione inglese della canzone è stato scritto dallo stesso Zucchero e da Bono degli U2.

### Incisione
Il primo contatto tra il tenore modenese e il bluesman reggiano avvenne grazie a Michele Torpedine, allora manager di Zucchero, e Bruno Tibaldi. Il tenore, inizialmente riluttante, propose di far pubblicare il pezzo mantenendo Andrea Bocelli. Tuttavia Zucchero, in un contatto successivo con Pavarotti, lo convinse ad incidere la canzone con la celebre scena raccontata da Zucchero al Festival di Sanremo 2017 e nel suo libro autobiografico Il suono della domenica - Il romanzo della mia vita. La versione in passato è stata raccontata più volte anche da Pavarotti. In realtà, il brano non dura 4:50, ma 4:15 perché, alla fine della canzone, dopo 15 secondi di silenzio (4:15 - 4:30), da 4:30 a 4:50, inizia una traccia nascosta: si tratta di una voce rauca che pronuncia per due volte e mezzo (alla terza volta si interrompe a metà) la frase "A volte la migliore musica è il silenzio, diciamo".
Bocelli inserì Miserere nell'album Il mare calmo della sera del 1994.
Il pezzo, uno dei più celebri e particolari del repertorio di Zucchero, viene eseguito costantemente ancora oggi durante i concerti dei tour, in un duetto virtuale con Luciano Pavarotti.
Il singolo è entrato in classifica anche in Irlanda e in Portogallo.

## Tracce

### Vinile
- COD: London Records LON 329

Lato A
1. Miserere (feat. Luciano Pavarotti) – 4:50 (Zucchero)

Lato B
1. Anytime – 4:10 (testo: F. Musker – musica: Zucchero)

### CD-Maxi
- COD: London Records 864 447-2

- COD: London Records LONCD 329

1. Miserere (feat. Luciano Pavarotti) – 4:50 (Zucchero)
2. Anytime – 4:10 (testo: F. Musker – musica: Zucchero)
3. L'urlo – 3:21 (testo: Zucchero – musica: M. Brown, T. Moss)

### 2CD-Maxi edizione limitata
- COD: London Records LOCDP 329

CD1
1. Miserere (feat. Luciano Pavarotti) – 4:50 (Zucchero)
2. Brick – 4:59 (testo: F. Musker – musica: Zucchero)
3. Pene – 5:28 (Zucchero)

CD2
1. Miserere (feat. Luciano Pavarotti) – 4:50 (Zucchero)
2. Anytime – 4:10 (testo: F. Musker – musica: Zucchero)
3. L'urlo – 3:21 (musica: T. Moss, M. Brown)

## Classifiche
| Classifica (1992) | Posizione massima |
| ----------------- | ----------------- |
| Belgio            | 24                |
| Europa            | 42                |
| Francia           | 37                |
| Paesi Bassi       | 41                |
| Regno Unito       | 15                |
| Svizzera          | 22                |
| Classifica (2007) | Posizione massima |
| Italia            | 44                |

## Video musicali
- Miserere (live, ft. Luciano Pavarotti), su YouTube.
- Miserere (live, ft. Andrea Bocelli), su YouTube.